# Isidora Simijonović
Isidora Simijonović (serbisch-kyrillisch Исидора Симијоновић; * 21. Juni 1995 in Belgrad, Serbien und Montenegro) ist eine serbische Schauspielerin.

## Leben
Simijonović wurde am 21. Juni 1995 in Belgrad geboren. Bereits während ihrer Schulzeit sammelte sie erste Erfahrungen als Schauspielerin. So war sie 2010 im Stück Pazi vamo am Boško Buha-Theater zu sehen. Mit Beginn ihres Schauspielstudiums wirkte sie an Stücken unter anderen am Nationaltheater Belgrad, im Belgrader Schauspielhaus, im Atelje 212, im Bitef-Theater und im Zvezdara-Theater mit. Sie machte ihren Bachelor of Arts in Schauspiel an der Belgrade Academy of Arts.
Simijonović debütierte 2012 im Spiel- und Erotikfilm Clip in der Hauptrolle der Jasna als Filmschauspielerin. Später erhielt sie größere Rollen in den Fernsehserien Andrija i Andjelka, Jutro ce promeniti sve sowie in Vermächtnis.

## Filmografie (Auswahl)
- 2012: Clip (Klip)
- 2013: Gde je Nadja?
- 2014: Atomski zdesna
- 2015: Mamurluci (Fernsehfilm)
- 2016: A Good Wife (Dobra zena)
- 2016: Andrija i Andjelka (Fernsehserie, 8 Episoden)
- 2018: Komsije (Fernsehserie, 9 Episoden)
- 2018: Jutro ce promeniti sve (Fernsehserie, 39 Episoden)
- 2018–2019: Vermächtnis (Ubice mog oca, Fernsehserie, 15 Episoden)
- 2020: Mocvara (Fernsehserie, Episode 1x06)
- 2021: Porodica (Fernsehserie, 5 Episoden)
- 2021: Vreme zla (Fernsehserie, 11 Episoden)
- 2021–2022: Azbuka naseg zivota (Fernsehserie, 10 Episoden)
- 2022: Have You Seen This Woman? (Da li ste videli ovu zenu?)
- 2023: Pored tebe

## Theater (Auswahl)
- 2012: Pazi vamo, Boško Buha Theatre, Belgrade
- 2016: Gozba, Zvezdara Teatar
- 2017: Jami Distrikt, Bitef Teatar
- 2018: Sumnjivo lice, Reflektor Teatar
- 2018: Osama kasaba u Njujorku, Zvezdara Teatar
- 2018: Balava, Beogradsko dramsko pozorište
- 2018: M.I.R.A., Bitef Teatar
- 2019: A Midsummer Night’s Dream, Theatre in Belgrade
- 2019: The Dummed, Beogradsko dramsko pozorište
- 2019: Testirano na ljudima, Atelje 212
- 2020: Jugojugoslavija, Beogradsko dramsko pozorište
- 2021: Cement – Beograd, Beogradsko dramsko pozorište